# Estadio Francisco Villa
Estadio Francisco Villa is een stadion in de Mexicaanse stad Zacatecas. Het wordt voornamelijk gebruikt voor voetbalwedstrijden en is het thuisstadion van de club Real Sociedad Deportiva de Zacatecas, dat uitkomt in de op een na hoogste Mexicaanse competitie. Daarnaast spelen enkele andere lokale teams hun thuiswedstrijden in het stadion. Het stadion biedt plaats aan 18.000 personen.

## Geschiedenis
Het stadion werd geopend in 1986, het jaar waarin het Wereldkampioenschap voetbal werd gehouden in Mexico. Er werden echter geen WK-wedstrijden gespeeld in het Estadio Francisco Villa. Sindsdien wordt het stadion gebruikt door diverse clubs en worden er concerten georganiseerd in het stadion.